# Pedicellaster hypernotius
Pedicellaster hypernotius är en sjöstjärneart som beskrevs av Percy Sladen 1889. Pedicellaster hypernotius ingår i släktet Pedicellaster och familjen Pedicellasteridae.

## Underarter
Arten delas in i följande underarter:
- P. h. hypernotius
- P. h. antarcticus
- P. h. formatus